# Фос-ду-Жордан
Фос-ду-Жордан (порт. Foz do Jordão) — муниципалитет в Бразилии, входит в штат Парана. Составная часть мезорегиона Юго-центральная часть штата Парана. Входит в экономико-статистический микрорегион Гуарапуава. Население составляет 6626 человек на 2006 год. Занимает площадь 235,399 км². Плотность населения — 28,1 чел./км².

## Статистика
- Валовой внутренний продукт на 2003 год составляет 41 808 568,00 реалов (данные: Бразильский институт географии и статистики).
- Валовой внутренний продукт на душу населения на 2003 год составляет 6420,24 реалов (данные: Бразильский институт географии и статистики).
- Индекс развития человеческого потенциала на 2000 год составляет 0,689 (данные: Программа развития ООН).